# Бриллианты для диктатуры пролетариата (фильм)
«Бриллианты для диктатуры пролетариата» — советский художественный фильм. Производство киностудии «Таллинфильм» 1975 года по сценарию Юлиана Семёнова. Часть эпопеи Юлиана Семёнова о разведчике Исаеве — Штирлице.

## Сюжет
1921 год. Чекист Глеб Бокий получил из Таллина шифровку о том, что в России существует организация, занимающаяся хищением драгоценностей из Гохрана и нелегально переправляющая их через Прибалтику в Лондон и Париж. Расследование дела поручают молодому сотруднику ВЧК Всеволоду Владимирову.

## В ролях
- Владимир Ивашов — Всеволод Владимирович Владимиров, он же Максим Максимович Исаев
- Александр Кайдановский — Виктор Витальевич Воронцов
- Екатерина Васильева — Анна Викторовна
- Татьяна Самойлова — Мария Николаевна Оленецкая, шифровальщица
- Маргарита Терехова — Вера, бывшая жена Воронцова
- Эдита Пьеха — Лида Боссэ (озвучивает Светлана Светличная)
- Николай Волков (мл.) — Леонид Иванович Никандров, литератор
- Николай Волков (ст.) — Владимир Александрович, отец Владимирова
- Александр Пороховщиков — Осип Шелехес
- Армен Джигарханян — Роман (Федор Шелехес)
- Аркадий Гашинский — Яков Шелехес
- Сергей Жирнов — Глеб Иванович Бокий
- Лев Дуров — Николай Макарович Пожамчи
- Микк Микивер — Артур Янович Неуманн, шеф политической разведки Эстонии
- Владимир Осенев — Стопанский
- Альгимантас Масюлис — Отто Васильевич Нолмар, резидент германской разведки
- Антс Эскола — Хейно Маршан
- Хейно Мандри — Карл Эннович Юрла
- Юрий Катин-Ярцев — Крутов
- Анатолий Подшивалов — Володя Будников
- Расми Джабраилов — Тарыкин
- Георгий Светлани — старичок
- Дмитрий Орловский — Карпов
- Евгений Высоцкий — Шорохов
- Леонхард Мерзин — Огюст
- Рудольф Аллаберт — Ханс
- Арво Пярт — тапёр в ресторане (в титрах не указан)